# Itapagé
Itapagé est une municipalité brésilienne de l’État du Ceará.
En 2010, elle compte 48 366 habitants.

## Sport
La ville dispose de nombreuses installations sportives, dont le Stade Raimundo Vieira Neto, qui accueille la principale équipe de football de la ville, l'Itapajé Futebol Clube.

## Source
- (pt) Cet article est partiellement ou en totalité issu de l’article de Wikipédia en portugais intitulé « Itapajé » (voir la liste des auteurs).